# Рудник Меслула
Рудник Меслула – колишнє гірничодобувне підприємство на півночі Алжиру.
Розробкою свинцевого родовища в Меслулі займалось створене в 1902 році товариство Cie des Mines d’Ouasta et de Mesloula (Compagnie des Mines d’Ouasta et de Mesloula). В 1906-му рудник зміг видати 2,7 тисячі тон товарної руди (галеніту), а наступного року цей показник зріс до 4,8 тисяч тон.В 1908-му запустили другу чергу збагачувальної фабрики, що дозволило в 1909-му випустити 7,4 тисяч тон галеніту. Розробку вели підземним способом, при цьому в першій половині 2010-х після запуску в нової штольні довжиною біля 1 км вдалось вийти на рекордні рівні видобутку – 11,5 тисяч тон в 1912-му, 13 тисяч тон в 1913-му. 
Мобілізація французьких працівників під час Першої світової війни сильно вплинула на показники рудника, який в 1915-му видав лише 4,7 тисяч тон галеніту. Втім, вже в 1916  та 1917 роках вдалось виробити 10,3 та 11,6 тисяч тон галеніту відповідно. В 1918-му відбулось чергове падіння до рівня у 6,5 тисяч тон, проте на цей раз воно було викликане кризом з морськими перевезеннями – вивіз руди до Франції відбувався через розташований за понад сотню кілометрів на північ порт Бон (наразі Аннаба).
В 1919-му виробництво впало ще сильніше – до 4,8 тисяч тон, проте потім почалось зростання і з 1923 по 1929 роки рудник видавав 9 – 10 тисяч тон товарної руди.
В 1930-му на тлі світової кризи почалось падіння, а станом на 1935 – 1937 роки Меслула видавала 3 – 4 тисячі тон товарного продукту (що потребувало вилучення 9 – 10 тисяч тон руди). 
Рудник продовжував діяльність і після Другої світової війни, проте її обсяги були ще менші, аніж в 1930-х. Випуск товарної руди в 1950 та 1951 роках склав 1,5 та 1,6 тисяч тон, в 1955-му вилучили 2,9 тисяч тон товарного концентрату. В 1956-му Меслула видала 2,4 тисячі тон товарного концентрату з вмістом свинцю 68,9%, проте існування рудника добігало завершення.
В 1957-му розписки Compagnie des Mines d’Ouasta et de Mesloula вилучили з біржового обігу.